# Dunn (Town, Dane County)
Die Town of Dunn ist eine von 34 Towns im Dane County im US-amerikanischen Bundesstaat Wisconsin. Im Jahr 2010 hatte die Town of Dunn 4931 Einwohner.
Town hat in Wisconsin eine grundlegend andere Bedeutung als im übrigen englischsprachigen Bereich. Vielmehr entspricht sie den in den anderen US-Bundesstaaten üblichen Townships, die nach dem County die nächstkleinere Verwaltungseinheit bilden.
Das Gebiet der Town of Dunn ist Bestandteil der Metropolregion Madison.

## Geografie
Die Town of Dunn liegt im Süden Wisconsins, im südlichen Vorortbereich der Hauptstadt Madison. Die Town of Dunn liegt zwischen dem Lake Waubesa und dem Lake Kegonsa sowie am diese verbindenden Yahara River. Der am Mississippi gelegene Schnittpunkt der drei Bundesstaaten Wisconsin, Iowa und Minnesota liegt rund 200 km westnordwestlich; nach Illinois sind es rund 55 km in südlicher Richtung.
Die Koordinaten des geografischen Zentrums der Town of Dunn sind 42°58′20″ nördlicher Breite und 89°18′17″ westlicher Länge. Sie erstreckt sich über eine Fläche von 89,2 km², die sich auf 74,2 km² Land- und 15 km² Wasserfläche verteilen. 
Die Town of Dunn liegt im südlichen Zentrum des Dane County und grenzt an folgende Nachbartowns und selbständige Gemeinden: 
|                   | Town of Blooming Grove Village of McFarland | Town of Cottage Grove    |
| City of Fitchburg | Kompassrose, die auf Nachbargemeinden zeigt | Town of Pleasant Springs |
| Village of Oregon | Town of Rutland                             | City of Stoughton        |

## Verkehr
Der U.S. Highway 51 verläuft von Nord nach Süd durch die Town of Dunn. Daneben führen noch die County Highways B und MN durch die Town. Alle weiteren Straßen sind untergeordnete Landstraßen sowie teils unbefestigte Fahrwege.
Durch die nordöstlichste Ecke der Town verläuft eine Eisenbahnstrecke der Wisconsin and Southern Railroad (WSOR), einer regionalen (Class II) Frachtverkehrsgesellschaft. Der einzige Personenzug der Region ist der von Chicago zur Westküste verkehrende Empire Builder von Amtrak, der im nahen Madison hält.
Der nächste Flughafen ist der Dane County Regional Airport in Wisconsins Hauptstadt Madison (rund 25 km nördlich).

## Bevölkerung
Nach der Volkszählung im Jahr 2010 lebten in der Town of Dunn 4931 Menschen in 2062 Haushalten. Die Bevölkerungsdichte betrug 66,5 Einwohner pro Quadratkilometer. In den 2062 Haushalten lebten statistisch je 2,39 Personen. 
Ethnisch betrachtet setzte sich die Bevölkerung zusammen aus 96,9 Prozent Weißen, 0,6 Prozent Afroamerikanern, 0,1 Prozent amerikanischen Ureinwohnern, 0,9 Prozent Asiaten sowie 0,3 Prozent aus anderen ethnischen Gruppen; 1,2 Prozent stammten von zwei oder mehr Ethnien ab. Unabhängig von der ethnischen Zugehörigkeit waren 2,0 Prozent der Bevölkerung spanischer oder lateinamerikanischer Abstammung. 
18,6 Prozent der Bevölkerung waren unter 18 Jahre alt, 67,1 Prozent waren zwischen 18 und 64 und 14,3 Prozent waren 65 Jahre oder älter. 49,4 Prozent der Bevölkerung war weiblich.
Das mittlere jährliche Einkommen eines Haushalts lag bei 68.564 USD. Das Pro-Kopf-Einkommen betrug 36.959 USD. 0,6 Prozent der Einwohner lebten unterhalb der Armutsgrenze.

## Ortschaften in der Town of Dunn
Neben Streubesiedlung existieren in der Town of Dunn keine weiteren Siedlungen. 